# 法蘭克斯 (新澤西州)
法蘭克斯（英語：Phalanx）是位於美國新澤西州蒙茅斯縣的非建制地區。

## 歷史
法蘭克斯的郵局於1854年設立，其後於1943年停運。

## 地理
法蘭克斯所處的海拔為高於海平面19米（即62英呎），而該地所採用的時區為UTC-5，即北美东部时区（EST）。同時該地設有夏令時間，為UTC-5調快一小時，即UTC-4（EDT）。